# Francisco Ruiz-Jarabo y Baquero
Francisco Ruiz-Jarabo y Baquero (Garcinarro, El Valle de Altomira, província de Cuenca, 28 de setembre de 1901 - Garcinarro, 25 de setembre de 1990) va ser un jurista, magistrat i Ministre de Justícia d'Espanya durant el règim franquista.

## Biografia
Triat com a Procurador en les Corts Espanyoles en 1949 i 1952 dins del contingent dels designats pel Cap de l'Estat de conformitat amb la Llei de les Corts de 1946. Va repetir com a Procurador en 1952 com a Conseller Nacional, en 1967 com a membre d'Altes Institucions (en qualitat de President del Tribunal Suprem) i en 1971 com a Conseller Nacional de nou.
Va ser Ministre de Justícia del 12 de juny de 1973 al 4 de març de 1975. Va ser també membre de la Reial Acadèmia de Jurisprudència i Legislació.

## Honors
El municipi El Valle de Altomira abans s'anomenava Puebla de Don Francisco en honor seu.